# Habrolepis rouxi
Habrolepis rouxi är en stekelart som beskrevs av Compere 1936. Habrolepis rouxi ingår i släktet Habrolepis och familjen sköldlussteklar. Inga underarter finns listade i Catalogue of Life.